# Jacques Antoine Viard
Pour les articles homonymes, voir Viard.
Jacques Antoine Viard, né le 7 août 1783 à Moutiers-Saint-Jean (Côte-d'Or) et mort le 11 janvier 1849 à Pau, est un ingénieur français, diplômé de l'École des ponts et chaussées.

## Biographie
Parti à l'âge de 15 ans à la suite de l'ingénieur Fourier, il est le benjamin de la Commission des sciences et des arts.
Il prend part au levé du plan du district de Belbeys sous la direction de Devilliers.
De retour en France, il fait trois années d'études à l'École des ponts et chaussées, et devient ingénieur. Il effectue presque toute sa carrière dans les Basses-Pyrénées, à Bayonne, Orthez puis Pau, et prend sa retraite en 1847. Il meurt peu après. 
Il était chevalier de la Légion d'honneur (1833) et fut brièvement maire de Pau en 1848.
C'était un homme lettré et érudit. Il avait épousé Laure de Ribeaux ; son fils, Édouard Viard (1818-1888), fut inspecteur des forêts dans le département des Basses-Pyrénées et maire de Bayonne.